# مرلي باوتشر
مرلي باوتشر (بالإنجليزية: Merle Boucher)‏ هو سياسي أمريكي، ولد في 19 يوليو 1946 في روليت في الولايات المتحدة. حزبياً، نشط في الرابطة الديمقراطية غير الحزبية في داكوتا الشمالية ‏ والحزب الديمقراطي. وقد انتخب عضو مجلس نواب داكوتا الشمالية (1996 – 2011).